# Rosalie Duthé

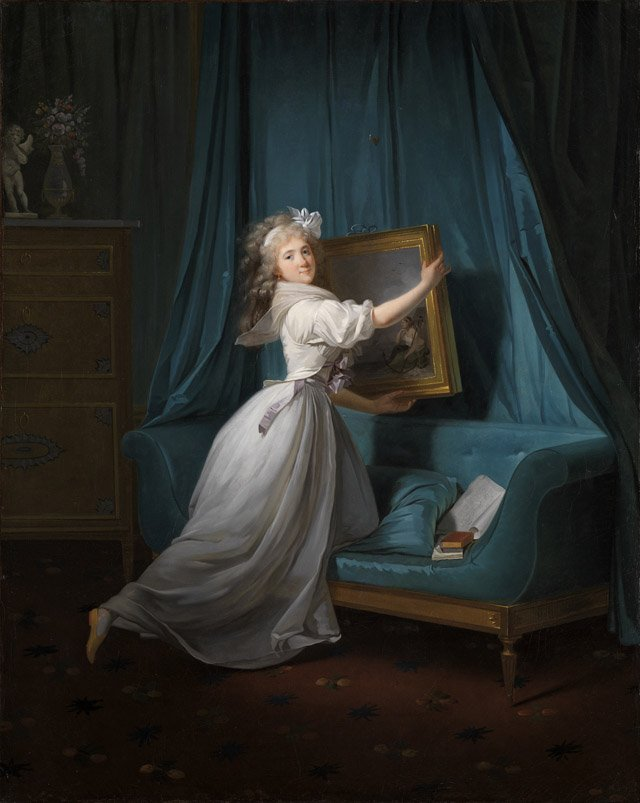
Rosalie Duthé par Henri-Pierre Danloux, 1792.

Catherine Rosalie Gérard, dite Rosalie Duthé, née le 23 novembre 1748 à Versailles et morte le 25 septembre 1830 à Paris, est une courtisane de la fin du XVIIIe siècle. Elle commence une carrière de danseuse de l'Opéra de Paris mais elle se fait connaître dans les fastes de la galanterie. Elle avait été reçue encore jeune par les demoiselles de Verrières, courtisanes du temps de Louis XV, dont l'une, Marie, est l'arrière-grand-mère de George Sand. Elle y fait la rencontre de personnages de qualité, car Mlle Duthé se fait apprécier par la fine fleur du Gotha et chez les « matadors de la finance », notamment Hocquart de Montfermeil grâce à qui elle a bientôt son hôtel particulier à l'angle des rues de la Chaussée d'Antin et Saint-Lazare. Sa réputation devint européenne et plusieurs têtes couronnées, à commencer par Christian VII de Danemark, le duc de Chartres ou le comte d'Artois, se flattèrent d'avoir fait sa conquête. Elle est en quelque sorte l'ancêtre des grandes courtisanes de la Belle Époque telles que Liane de Pougy, Cléo de Mérode ou Caroline Otero.[réf. nécessaire] Son plus grand admirateur et ami est le banquier Jean-Frédéric Perregaux qui, selon une légende, se serait donné la mort dans son château de Chilly-Mazarin en contemplant son portrait peint en 1792 par Danloux. Elle serait notamment à l’origine du stéréotype de la blonde idiote mais cela est contesté.

## Modèle pour des  peintres
Mlle Duthé est sollicitée par les peintres de portrait qui, en diverses époques, obtiennent des séances de pose. Les portraits les plus fameux de Mlle Duthé sont le grand portrait en pied par François-Hubert Drouais, aujourd'hui dans les collections d'une branche anglaise de la famille de Rothschild. Un autre portraitiste attaché au souvenir de Mlle Duthé est Périn-Salbreux, plus connu comme miniaturiste mais qui laisse au moins cinq portraits dont l'un en main privée la représente nue, pudiquement assise à la sortie de son bain, œuvre qui est destinée à la salle de bains du comte d'Artois à Bagatelle. Un autre, encore plus suggestif, qui la représente allongée nue sur son lit, les cheveux défaits, est aujourd'hui conservé au musée de Reims. Le principal de cette série, est un grand portrait en pied cité dans les Mémoires secrets de Bachaumont. Il n'est plus localisable aujourd'hui mais on en connaît une copie avec variantes aujourd'hui conservée à Reims. Au musée de Tours, se trouve le portrait en buste, en médaillon ovale de la belle danseuse qui a littéralement fasciné Périn-Salbreux. Mme Vigée-Lebrun n'a jamais pris Duthé comme modèle, et un portrait présenté comme tel est une mauvaise copie du portrait de Mme Thilorier.

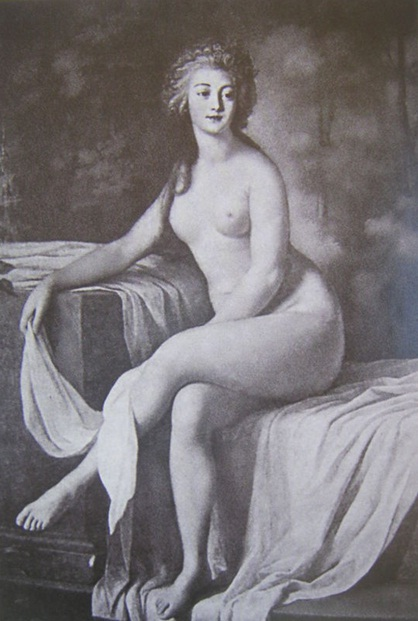
Rosalie Duthé par Lié Louis Périn-Salbreux.

D'autres peintres ou dessinateurs, tels que Fragonard ou Lemoine, ont fixé ses traits, mais aussi les sculpteurs comme Defernex et Houdon ont réalisé des œuvres que l'on connaît seulement par  des copies réalisées au XIXe siècle. Sous la Révolution française, le portraitiste Danloux fut le peintre préféré de Mlle Duthé qui lui a accordé des séances de pose dont l'artiste a consigné les aspects pittoresques dans son journal. Plus âgée, Mlle Duthé a continué d'inspirer de grands peintres, ainsi Prud'hon qui a réalisé son portrait en buste face à sa coiffeuse, la main posée sur sa cassette de bijoux, œuvre perdue que l'on connaît grâce à la gravure qui en a été tirée.

## Dans la littérature, au cinéma et à la télévision
- Joanna Pitman dans son livre Les Blondes, une drôle d'histoire : d'Aphrodite à Madonna la considère comme une des premières blondes notoirement idiote en se basant sur la pièce de 1775 Les Curiosités de la foire qui caricatureraient sa bêtise[2]. L'ascension sociale et financière de Rosalie Duthé, qui mourut riche et âgée après avoir connu l'Ancien Régime, la Révolution française et sa Terreur et le Premier Empire, est difficilement compatible avec un tel défaut[réf. nécessaire].

### Sources et bibliographie
- Olivier Blanc, Portraits de femmes, artistes et modèles au temps de Marie-Antoinette, Paris, Didier Carpentier, 2006.